# Raslay

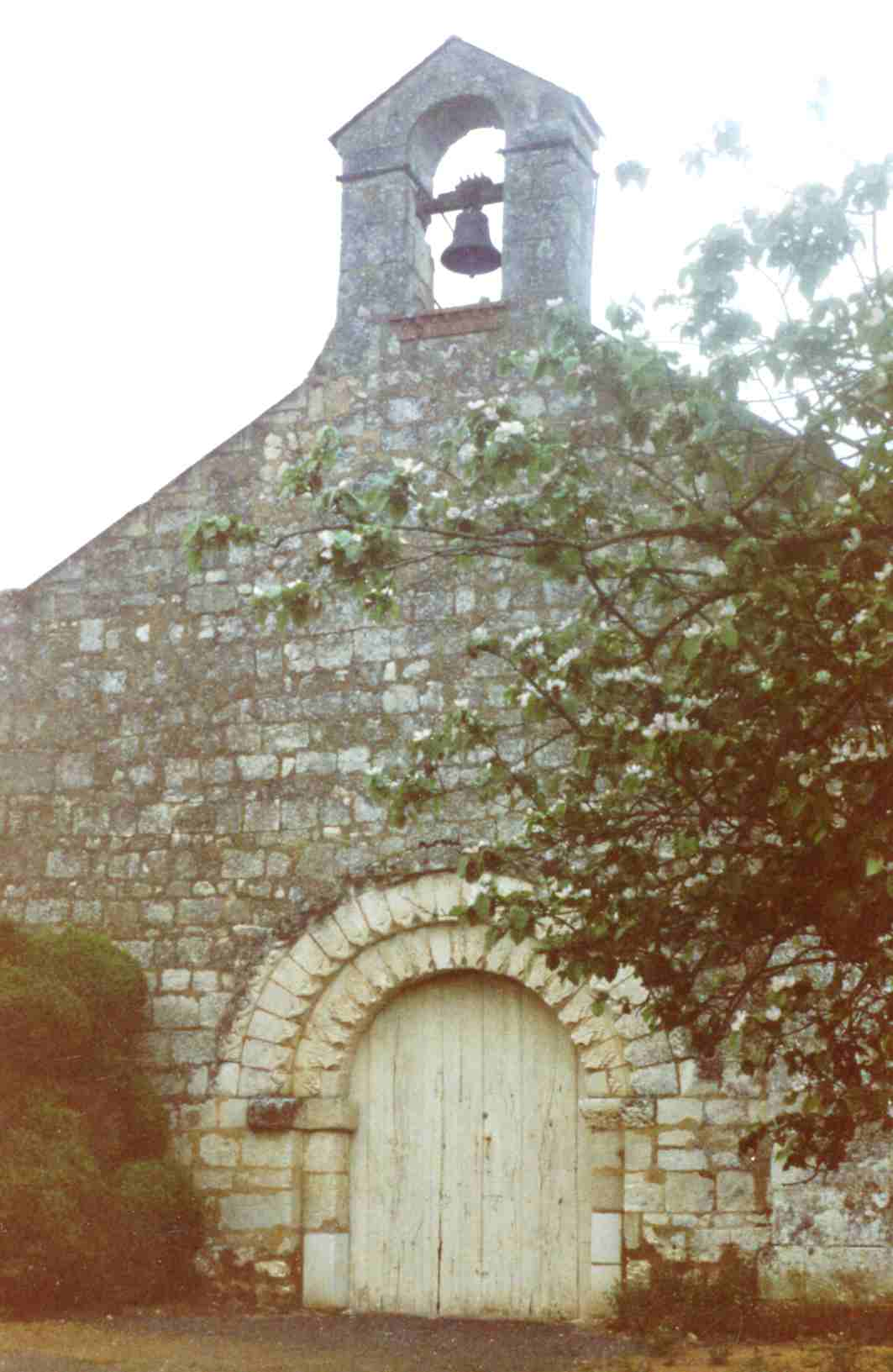
Eingangstor mit Blick auf die Felder der Kirche von Raslay

Raslay ist eine französische Gemeinde mit 135 Einwohnern (Stand: 1. Januar 2022) im Département Vienne in der Region Nouvelle-Aquitaine (vor 2016 Poitou-Charentes); sie gehört zum Arrondissement Châtellerault und zum Kanton Loudun (bis 2015 Les Trois-Moutiers). Die Einwohner werden Rasléens genannt.

## Geographie
Raslay liegt etwa 60 Kilometer nordnordwestlich von Poitiers. Nachbargemeinden von Raslay sind Saix im Norden, Roiffé im Osten und Nordosten, Les Trois-Moutiers im Süden und Südosten sowie Morton im Süden und Westen.

## Bevölkerungsentwicklung
| Jahr                      | 1962 | 1968 | 1975 | 1982 | 1990 | 1999 | 2006 | 2013 |
| Einwohner                 | 150  | 134  | 138  | 116  | 125  | 133  | 114  | 126  |
| Quelle: Cassini und INSEE |      |      |      |      |      |      |      |      |

## Sehenswürdigkeiten
- Kirche Saint-Avertin